# Cuencas costeras entre seno Andrew, río Hollemberg e islas al oriente
Las cuencas costeras entre seno Andrew, río Hollemberg e islas al oriente son varias cuencas hidrográficas exorreicas que desembocan en el océano Pacífico ubicadas en la Región de Magallanes y la Antártica Chilena y que han sido están reunidas en el ítem 122 del inventario de cuencas de Chile (BNA) por la Dirección General de Aguas para su mejor estudio y gestión.: 123 

der

## Límites
Limita hacia el norte con las cuencas costeras entre límite regional y seno Andrew, hacia el este el ítem termina en el límite internacional de la Región de Magallanes, pero las cuencas naturales continúan hacia el oriente y colindan en ese sector argentino con los cabezales la cuenca del río Coig y la cuenca del río Gallegos. Hacia el oeste limita con las cuencas en islas entre canales Concepción, Sarmiento y estrecho de Magallanes y al sur con las cuencas costeras e islas entre río Hollemberg y laguna Blanca.
En total, cubren un área de Posee una superficie de 17.798 km².

## Población

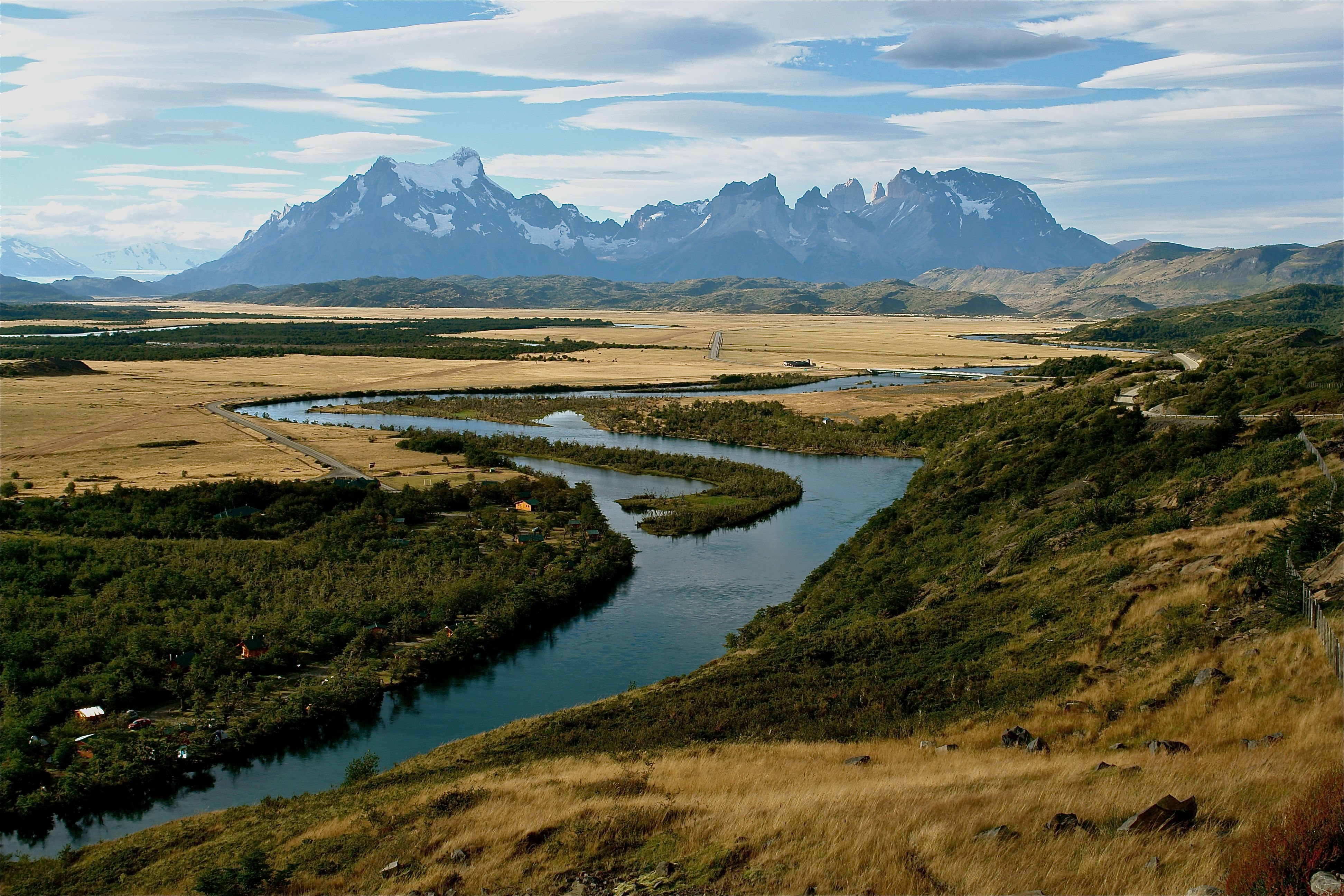
Cordillera del paine y el río Serrano.

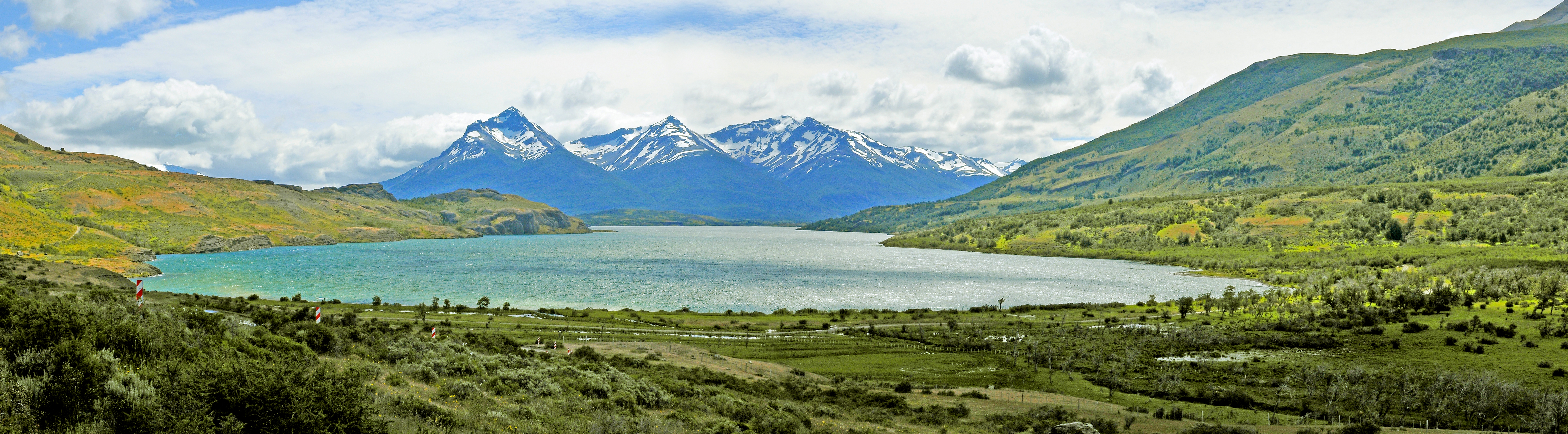
La laguna Sofía.

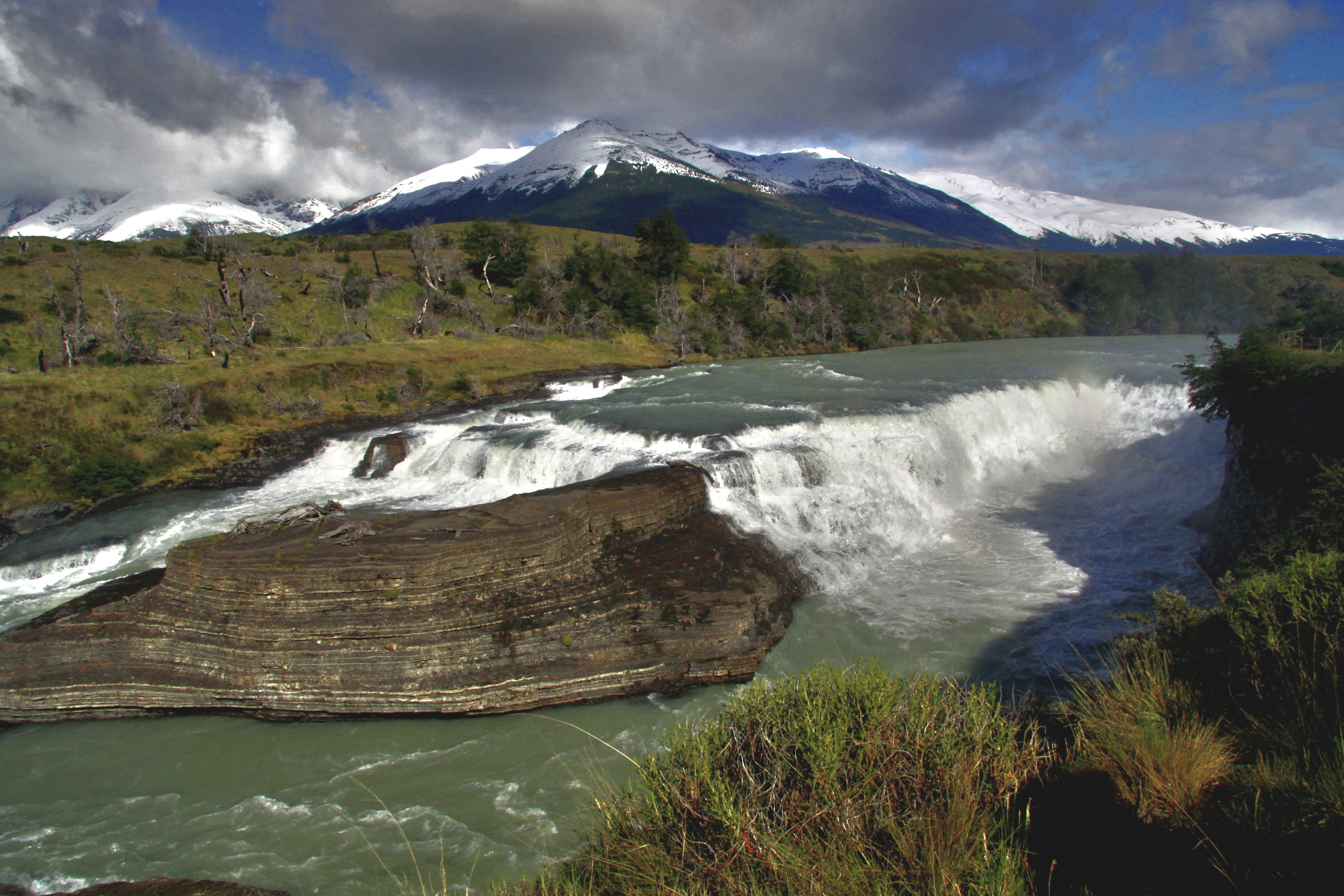
Cascada del río Paine.

El sistema de información y monitoreo de biodiversidad del Ministerio del Medio Ambiente de Chile señala la siguiente distribución de la superficie de la cuenca, un total de 1.782.895,735 hectáreas, entre las comunas (el porcentaje es de la cuenca):
| Región                               | Provincia        | Comuna           | Hectáreas     | Porcentaje |
| ------------------------------------ | ---------------- | ---------------- | ------------- | ---------- |
| Magallanes y de la Antártica Chilena |                  |                  | 1.515.582,664 | 85,007%    |
|                                      | Última Esperanza |                  | 1.515.582,664 | 85,007%    |
|                                      |                  | Natales          | 902.097,882   | 50,597%    |
|                                      |                  | Torres del Paine | 613.484,782   | 34,409%    |

Cabe señalar que al parecer el área sumada de las comunas o provincias es diferente al área total del ítem proporcionada por el Ministerio del Medio Ambiente. Esto puede deberse a que el área de las comunas o provincias no incluye el área cubierta por el mar (canales, fiordos, bahías, etc).
En las cuencas se ubican las ciudades de Puerto Natales y Villa Cerro Castillo.

## Subdivisiones
La Dirección General de Aguas subdivide o reúne las cuencas de Chile acorde a las necesidades de estudio y gestión. Existen dos inventarios que han logrado ser aceptados como principales, el del inventario de cuencas del Banco Nacional de Aguas (BNA) de 1978, de mayor uso, y el inventario de cuencas del Departamento de Administración de Recursos Hídricos (DARH) de 2014 de mejor cartografía que ha obligado a redefinir algunos límites, a veces con cambios mayores, pero también por algunas redefiniciones del concepto de subcuenca.
Bajo el BNA el código del ítem es 122 y con el DARH es 1202.
La subdivisión del BNA es como sigue:
| Cuenca                                                                   | Subcuenca | Subsubcuenca | Aguas                                                                | Área drenaje km² | Observaciones |
| ------------------------------------------------------------------------ | --------- | ------------ | -------------------------------------------------------------------- | ---------------- | ------------- |
| 122 Costeras entre Seno Andrew, Río Hollemberg e islas al oriente (mapa) |           |              |                                                                      |                  |               |
| 122                                                                      | 1220      | 12200        | Costeras entre Seno Andrew y Fiordo Calvo                            | 736              |               |
| 122                                                                      | 1221      | 12210        | Costeras entre Fiordo Calvo y Fiordo Peel                            | 1121             |               |
| 122                                                                      | 1222      | 12220        | Península entre Fiordo Peel y Paso Stewart                           | 1148             |               |
| 122                                                                      | 1223      | 12230        | Isla Evans                                                           | 260              |               |
| 122                                                                      | 1223      | 12231        | Islas Owen                                                           | 200              |               |
| 122                                                                      | 1223      | 12232        | Costeras entre Fiordo Peel y península Santa Inés                    | 1469             |               |
| 122                                                                      | 1224      | 12240        | Península Santa Inés e Isla Young                                    | 898              |               |
| 122                                                                      | 1224      | 12241        | Grupo Dacres                                                         | 40               |               |
| 122                                                                      | 1224      | 12242        | Isla Carrington                                                      | 174              |               |
| 122                                                                      | 1224      | 12243        | Isla Newton                                                          | 133              |               |
| 122                                                                      | 1225      | 12250        | Cordillera Sarmiento                                                 | 1372             |               |
| 122                                                                      | 1226      | 12260        | Península Cordillera Riesco                                          | 258              |               |
| 122                                                                      | 1226      | 12261        | Península Cerros Concha Subercaseaux                                 | 161              |               |
| 122                                                                      | 1226      | 12262        | Península Roca al norte del Fiordo Resi                              | 537              |               |
| 122                                                                      | 1227      | 12270        | Costeras del Fiordo Worseley de la Península Antonio Varas           | 279              |               |
| 122                                                                      | 1227      | 12271        | Costeras del Seno Última Esperanza de la Península Antonio Varas     | 836              |               |
| 122                                                                      | 1227      | 12272        | Costeras del seno Última Esperanza Entre Fiordo Eregcano y L. Azul   | 274              |               |
| 122                                                                      | 1227      | 12273        | Costeras entre Laguna Azul y río Serrano                             | 227              |               |
| 122                                                                      | 1228      | 12280        | Río Paine en desembocadura Lago Nordenskjold                         | 636              |               |
| 122                                                                      | 1228      | 12281        | Lago Sarmiento                                                       | 407              |               |
| 122                                                                      | 1228      | 12282        | Lagos Nordenkjold y Pehoe y Río Paine en Desembocadura               | 352              |               |
| 122                                                                      | 1228      | 12283        | Río de las Chinas en junta Río Baguales                              | 1784             |               |
| 122                                                                      | 1228      | 12284        | Río de las Chinas Entre Antes Junta con Río Baguales y Lago del Toro | 386              |               |
| 122                                                                      | 1228      | 12285        | Río Tres Pasos                                                       | 658              |               |
| 122                                                                      | 1228      | 12286        | Lago del Toro                                                        | 711              |               |
| 122                                                                      | 1228      | 12287        | Río de Grey                                                          | 700              |               |
| 122                                                                      | 1228      | 12288        | Lago y Río Tindalt                                                   | 661              |               |
| 122                                                                      | 1228      | 12289        | Río Serrano entre Lago del Toro y desembocadura                      | 378              |               |
| 122                                                                      | 1229      | 12290        | Costeras Entre Río Serrano y Río Prat Chico (Excluido)               | 291              |               |
| 122                                                                      | 1229      | 12291        | Costeras entre Río Prat Chico y Puerto Cóndor                        | 413              |               |
| 122                                                                      | 1229      | 12292        | Costeras Entre Puerto Cóndor y Río Natales (Incluido)                | 191              |               |
| 122                                                                      | 1229      | 12293        | Costeras entre Río Natales y límite Cuenca                           | 140              |               |
| total:                                                                   | 10        | 32           | Región: XII (100%) / Tipo: Exorreica / Desemb.: O. Pacífico          | 17831            |               |

La disposición de cuencas en el inventario DARH es la siguiente:
| Código        | Nombre                                                               | Código en mapa                                       | Tipología de cuenca                                  | Vertiente de cuenca                                  | Origen de cuenca                                     | Temperatura media anual (C°)                         | Temperatura máxima (C°)                              | Temperatura mínima (C°)                              | Precipitación anual (mm)                             | Número de estaciones fluviométricas                  | Número de estaciones pluviométricas                  | Área (km²)                                           |
| ------------- | -------------------------------------------------------------------- | ---------------------------------------------------- | ---------------------------------------------------- | ---------------------------------------------------- | ---------------------------------------------------- | ---------------------------------------------------- | ---------------------------------------------------- | ---------------------------------------------------- | ---------------------------------------------------- | ---------------------------------------------------- | ---------------------------------------------------- | ---------------------------------------------------- |
| 1202          | Cuencas Costeras entre Seno Andrew y Punta Desengaño                 | Cuencas Costeras entre Seno Andrew y Punta Desengaño | Cuencas Costeras entre Seno Andrew y Punta Desengaño | Cuencas Costeras entre Seno Andrew y Punta Desengaño | Cuencas Costeras entre Seno Andrew y Punta Desengaño | Cuencas Costeras entre Seno Andrew y Punta Desengaño | Cuencas Costeras entre Seno Andrew y Punta Desengaño | Cuencas Costeras entre Seno Andrew y Punta Desengaño | Cuencas Costeras entre Seno Andrew y Punta Desengaño | Cuencas Costeras entre Seno Andrew y Punta Desengaño | Cuencas Costeras entre Seno Andrew y Punta Desengaño | Cuencas Costeras entre Seno Andrew y Punta Desengaño |
| 12020000      | Río Serrano                                                          | 34                                                   | Exorreica                                            | Pacífico                                             | Pluvial                                              | 5.8                                                  | 15.2                                                 | -2.5                                                 | 943.5                                                | 1                                                    | 1                                                    | 265.2                                                |
| 1202000000    | Lago del Toro                                                        | 35                                                   | Exorreica                                            | Pacífico                                             | Pluvial                                              | 5.9                                                  | 15.9                                                 | -2.9                                                 | 647.3                                                | 2                                                    | 3                                                    | 721.9                                                |
| 12020000000   | Lagos Nordenkjold, Pehoe y Río Paine en Desembocadura                | 36                                                   | Exorreica                                            | Pacífico                                             | Pluvial                                              | 4.8                                                  | 14.3                                                 | -3.7                                                 | 894.7                                                | 2                                                    | 2                                                    | 339.1                                                |
| 120200000000  | Lago Sarmiento                                                       | 37                                                   | Exorreica                                            | Pacífico                                             | Pluvial                                              | 6.1                                                  | 16.0                                                 | -2.9                                                 | 616.8                                                | 1                                                    | 1                                                    | 364.9                                                |
| 120200000001  | Río Paine                                                            | 38                                                   | Exorreica                                            | Pacífico                                             | Pluvial                                              | 5.1                                                  | 14.9                                                 | -3.6                                                 | 770.5                                                | 4                                                    | 3                                                    | 360.0                                                |
| 1202000000010 | Ventisquero                                                          | 0                                                    | Exorreica                                            | Pacífico                                             | Pluvial                                              | 3.0                                                  | 12.3                                                 | -5.2                                                 | 1121.2                                               | 0                                                    | 1                                                    | 351.8                                                |
| 12020000001   | Río de las Chinas entre junta con Río Baguales y Lago del Toro       | 39                                                   | Exorreica                                            | Pacífico                                             | PluvioNival                                          | 6.5                                                  | 16.9                                                 | -2.8                                                 | 400.5                                                | 4                                                    | 1                                                    | 775.2                                                |
| 120200000010  | Río de las Chinas en junta Río Baguales                              | 40                                                   | Exorreica                                            | Pacífico                                             | PluvioNival                                          | 4.2                                                  | 14.3                                                 | -4.9                                                 | 509.5                                                | 3                                                    | 2                                                    | 3215.0                                               |
| 12020000002   | Río Tres Pasos                                                       | 41                                                   | Exorreica                                            | Pacífico                                             | Pluvial                                              | 5.3                                                  | 15.5                                                 | -3.9                                                 | 476.0                                                | 2                                                    | 0                                                    | 600.6                                                |
| 1202000001    | Glaciar Serrano                                                      | 42                                                   | Exorreica                                            | Pacífico                                             | Pluvial                                              | 4.5                                                  | 13.3                                                 | -3.3                                                 | 1302.0                                               | 0                                                    | 0                                                    | 190.2                                                |
| 1202000002    | Río de Grey                                                          | 43                                                   | Exorreica                                            | Pacífico                                             | Pluvial                                              | 3.4                                                  | 12.4                                                 | -4.6                                                 | 1264.0                                               | 2                                                    | 1                                                    | 943.7                                                |
| 1202000003    | Río Tindalt                                                          | 44                                                   | Exorreica                                            | Pacífico                                             | Pluvial                                              | 4.2                                                  | 13.1                                                 | -3.6                                                 | 1343.2                                               | 0                                                    | 0                                                    | 556.3                                                |
| 120201        | Costeras entre Seno Andrew y Fiordo Calvo                            | 0                                                    | Exorreica                                            | Pacífico                                             | Pluvial                                              | 2.1                                                  | 10.9                                                 | -5.6                                                 | 1548.7                                               | 0                                                    | 0                                                    | 712.5                                                |
| 120202        | Costeras entre Fiordo Calvo y Fiordo Peel                            | 0                                                    | Exorreica                                            | Pacífico                                             | Pluvial                                              | 3.0                                                  | 11.5                                                 | -4.4                                                 | 1761.0                                               | 0                                                    | 0                                                    | 892.1                                                |
| 12020300      | Costeras entre Fiordo Peel y Península Santa Inés                    | 45                                                   | Exorreica                                            | Pacífico                                             | Pluvial                                              | 4.8                                                  | 13.1                                                 | -2.5                                                 | 1780.9                                               | 0                                                    | 0                                                    | 1218.4                                               |
| 12020301      | Isla Owen                                                            | 46                                                   | Exorreica                                            | Pacífico                                             | Pluvial                                              | 6.4                                                  | 14.2                                                 | -0.5                                                 | 2088.5                                               | 0                                                    | 0                                                    | 123.7                                                |
| 12020302      | Isla Evans                                                           | 47                                                   | Exorreica                                            | Pacífico                                             | Pluvial                                              | 6.2                                                  | 13.5                                                 | -0.3                                                 | 2460.5                                               | 0                                                    | 0                                                    | 169.7                                                |
| 120204        | Península entre Fiordo Peel y Paso Stewart                           | 0                                                    | Exorreica                                            | Pacífico                                             | Pluvial                                              | 6.1                                                  | 13.7                                                 | -0.6                                                 | 2436.7                                               | 0                                                    | 0                                                    | 853.3                                                |
| 12020500      | Puerto Natales                                                       | 48                                                   | Exorreica                                            | Pacífico                                             | Pluvial                                              | 6.1                                                  | 16.5                                                 | -3.1                                                 | 422.4                                                | 0                                                    | 1                                                    | 273.8                                                |
| 12020501      | Puerto Cóndor                                                        | 49                                                   | Exorreica                                            | Pacífico                                             | Pluvial                                              | 5.5                                                  | 15.7                                                 | -3.5                                                 | 537.8                                                | 1                                                    | 0                                                    | 361.3                                                |
| 12020502      | Costeras entre Río Serrano y Río Prat Chico                          | 50                                                   | Exorreica                                            | Pacífico                                             | Pluvial                                              | 3.6                                                  | 13.2                                                 | -4.8                                                 | 885.2                                                | 0                                                    | 0                                                    | 250.3                                                |
| 12020600      | Costeras del Seno Última Esperanza de la Península Antonio Varas     | 51                                                   | Exorreica                                            | Pacífico                                             | Pluvial                                              | 4.5                                                  | 14.1                                                 | -4.0                                                 | 788.3                                                | 0                                                    | 0                                                    | 618.3                                                |
| 12020601      | Costeras del Fiordo Worseley de la Península Antonio Varas           | 52                                                   | Exorreica                                            | Pacífico                                             | Pluvial                                              | 5.3                                                  | 14.3                                                 | -2.6                                                 | 1149.2                                               | 0                                                    | 0                                                    | 214.2                                                |
| 12020602      | Costeras del seno Última Esperanza entre Fiordo Eregcano y Lago Azul | 53                                                   | Exorreica                                            | Pacífico                                             | Pluvial                                              | 4.7                                                  | 13.7                                                 | -3.2                                                 | 1237.5                                               | 0                                                    | 0                                                    | 204.1                                                |
| 12020603      | Costeras entre Laguna azul y Río Serrano                             | 54                                                   | Exorreica                                            | Pacífico                                             | Pluvial                                              | 4.1                                                  | 12.8                                                 | -3.6                                                 | 1315.3                                               | 0                                                    | 0                                                    | 163.0                                                |
| 12020700      | Península Cerros Concha Subercaseaux                                 | 55                                                   | Exorreica                                            | Pacífico                                             | Pluvial                                              | 5.1                                                  | 14.3                                                 | -2.8                                                 | 1152.2                                               | 0                                                    | 0                                                    | 125.2                                                |
| 12020701      | Península Roca al norte del Fiordo Resi                              | 56                                                   | Exorreica                                            | Pacífico                                             | Pluvial                                              | 4.8                                                  | 13.7                                                 | -2.9                                                 | 1319.9                                               | 0                                                    | 0                                                    | 423.1                                                |
| 12020702      | Península Cordillera Riesco                                          | 57                                                   | Exorreica                                            | Pacífico                                             | Pluvial                                              | 4.8                                                  | 13.4                                                 | -2.8                                                 | 1444.4                                               | 0                                                    | 0                                                    | 171.8                                                |
| 120208        | Cordillera Sarmiento                                                 | 0                                                    | Exorreica                                            | Pacífico                                             | Pluvial                                              | 4.8                                                  | 13.1                                                 | -2.5                                                 | 1718.2                                               | 0                                                    | 0                                                    | 1017.8                                               |
| 12020900      | Isla Young                                                           | 58                                                   | Exorreica                                            | Pacífico                                             | Pluvial                                              | 6.6                                                  | 14.5                                                 | -0.4                                                 | 1926.9                                               | 0                                                    | 0                                                    | 8.9                                                  |
| 12020901      | Península Santa Inés                                                 | 59                                                   | Exorreica                                            | Pacífico                                             | Pluvial                                              | 6.0                                                  | 13.8                                                 | -0.8                                                 | 2107.0                                               | 0                                                    | 0                                                    | 567.4                                                |
| 12020902      | Isla Carrington                                                      | 60                                                   | Exorreica                                            | Pacífico                                             | Pluvial                                              | 6.4                                                  | 13.9                                                 | -0.2                                                 | 2274.1                                               | 0                                                    | 0                                                    | 97.4                                                 |
| 12020903      | Isla Newton                                                          | 61                                                   | Exorreica                                            | Pacífico                                             | Pluvial                                              | 5.7                                                  | 13.2                                                 | -1.0                                                 | 2201.9                                               | 0                                                    | 0                                                    | 48.5                                                 |

## Hidrología

Balance hídrico de la cuenca del río Serrano.

### Red hidrográfica
Los cuerpos de agua considerados en esta categoría son:

### Caudales y régimen
Los cauces de este ítem tienen un escurrimiento exorreico y permanente con un régimen de escorrentía mixto, nivo-glacio-pluvial.: 123 

### Humedales
El portal del Ministerio del Medio Ambiente de Chile no registra humedales ni humedales urbanos en el ítem 122.

### Glaciares
El inventario público de glaciares de Chile 2022 consigna en las cuencas del ítem 122 un total de 1440 glaciares que cubren un área de 2427 km² y se estima que el agua acumulada alcanza los 277 km³.

### Calidad de agua
Para la cuenca del río Serrano se han promulgado normas secundarias de calidad ambiental para la protección de las aguas continentales superficiales de la cuenca, que permiten al estado controlar la calidad de las aguas y velar por valores permitidos de algunos elementos presentes en las aguas.

## Clima

Diagrama Walter Lieth para la localidad de Cerro Castillo en la Región de Magallanes.

Los diagramas Walter Lieth muestran con un área azul los periodos en que las precipitaciones sobrepasan la cantidad de agua que el calor del sol evapora en el mismo lapso de tiempo, (un promedio de 10 °C mensuales evaporan 20 mm de agua caída) dejando un clima húmedo. Por el contrario, las zonas amarillas indican que durante ese tiempo el agua caída puede ser evaporada por el calor del sol. El área gris señala meses muy húmedos.

## Actividades económicas
En la cuenca del río Serrano, el más importante del ítem, se encuentra el parque nacional Torres del Paine, un atractivo turístico de orden mundial.

## Áreas bajo protección oficial y conservación de la biodiversidad
- Cueva del Milodón
- Parque nacional Torres del Paine